# خير أباد (تيران وكرون)
خير أباد هي قرية في مقاطعة تيران وكرون، إيران. عدد سكان هذه القرية هو 864 في سنة 2006.